# Lijst van gemeenten van Querétaro
De Mexicaanse deelstaat Querétaro bestaat uit 18 gemeenten.
| INEGI | Gemeente            | Inwoners  | Oppervlakte  | Hoofdplaats           | Inwoners |
| ----- | ------------------- | --------- | ------------ | --------------------- | -------- |
| 001   | Amealco de Bonfil   | 66.841    | 710,90 km²   | Amealco de Bonfil     | -        |
| 002   | Pinal de Amoles     | 27.365    | 711,97 km²   | Pinal de Amoles       | 1.525    |
| 003   | Arroyo Seco         | 13.142    | 726,89 km²   | Arroyo Seco           | 12.493   |
| 004   | Cadereyta de Montes | 69.075    | 1.349,98 km² | Cadereyta             | 13.347   |
| 005   | Colón               | 67.121    | 810,39 km²   | Colón                 | -        |
| 006   | Corregidora         | 212.567   | 234,35 km²   | El Pueblito           | 115.264  |
| 007   | Ezequiel Montes     | 45.141    | 300,56 km²   | Ezequiel Montes       | 14.056   |
| 008   | Huimilpan           | 36.608    | 388,31 km²   | Huimilpan             | 1.396    |
| 009   | Jalpan de Serra     | 27.343    | 1.189,76 km² | Jalpan de Serra       | 13.950   |
| 010   | Landa de Matamoros  | 18.794    | 719,15 km²   | Landa de Matamoros    | 1.609    |
| 011   | El Marqués          | 231.668   | 687,58 km²   | La Cañada             | 11.342   |
| 012   | Pedro Escobedo      | 77.404    | 323,27 km²   | Pedro Escobedo        | 13.390   |
| 013   | Peñamiller          | 19.141    | 704,83 km²   | Peñamiller            | 1.095    |
| 014   | Querétaro           | 1.049.777 | 740,93 km²   | Santiago de Querétaro | 794.789  |
| 015   | San Joaquín         | 8.359     | 277,41 km²   | San Joaquín           | 1.525    |
| 016   | San Juan del Río    | 297.804   | 766,94 km²   | San Juan del Río      | 177.719  |
| 017   | Tequisquiapan       | 72.201    | 360,06 km²   | Tequisquiapan         | 29.799   |
| 018   | Tolimán             | 27.916    | 680,51 km²   | Tolimán               | -        |

| Detailkaart                         |
| ----------------------------------- |
|                                     |
| Ligging Querétaro binnen Mexico     |
|                                     |
| Gemeenten ingedeeld naar INEGI code |